# Halobacteriàcies
Les halobacteriàcies (Halobacteriaceae) són una família d'arqueus, trobat en l'aigua saturada o quasi saturada de sal. També són anomenats halòfils, tot i que aquest nom també es fa servir per altres organismes que viuen en medis d'alta concentració salina. Creen marees vermelles amb el seu pigment bacteriorodopsina. Aquest pigment és fet servir per absorbir llum que és emprada com a font d'energia per crear ATP. El procés no està relacionat amb la fotosíntesi. Són incapaços de fixar carboni a partir del diòxid de carboni.
Els halobacteris poden existir en ambients salinitzats, ja que tot i ser aerobis tenen una via separada de creació d'energia a més de l'esmentda. Parts de la membrana dels halobacteris són de color porpre. Aquestes parts condueixen reaccions fotosintètiques amb pigment retinal en comptes de la clorofil·la. Això els permet de crear un gradient de protons al llarg de la membrana de la cèl·lula que el pot fer servir per a la creació d'ATP per al seu propi ús.